# Penas eclesiásticas

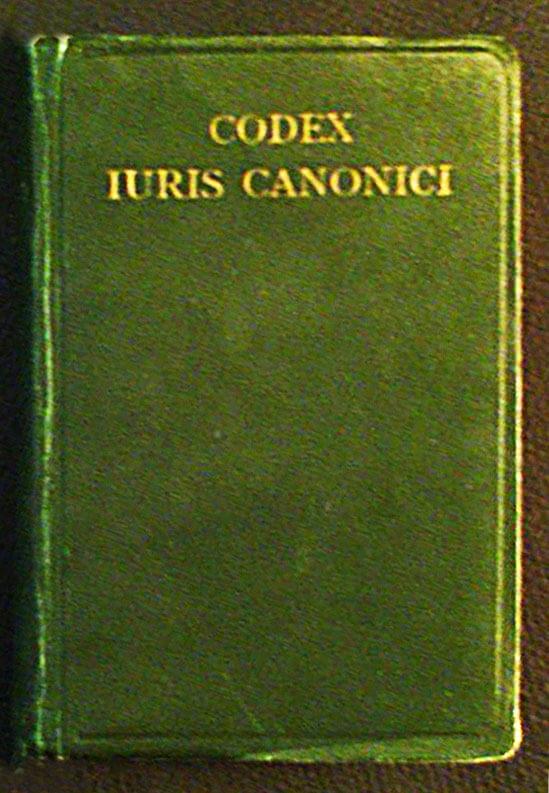
Código de Direito Canônico de 1917

Penas eclesiásticas são sanções aplicadas pela Santa Sé ou pelo bispo diocesano a leigos, religiosos ou eclesiásticos. 
O Código de Direito Canônico é o conjunto de normas jurídicas que regulam a organização e o governo da Igreja Católica, bem como os direitos e as obrigações dos fiéis. As penas eclesiásticas podem ser aplicadas quando há contravenção dessas normas e estão definidas nos cânones nn. 1331 - 1340 do Código de 1983 . 
Uma das penas impostas pela Santa Sé a religiosos que pregam ou divulgam princípios que estão em conflito com a doutrina da Igreja Católica, seja através de declarações ou da publicação de escritos, é que mantenham um período de silêncio obsequioso. Consiste em solicitar ao eclesiástico um afastamento da pregação e da publicação de textos por um período de tempo determinado. 

## Histórico
Historicamente, as penas eclesiásticas são aplicadas pela Santa Sé para conter dissensões, como na questão envolvendo o jansenismo francês nos séculos XVII e XVIII.
As principais penas eclesiásticas são de três tipos: excomunhão, interdito e suspensão. Por exemplo, em 1985 o ex-frade Genésio (Leonardo) Boff foi suspenso a divinis por um ano após a Congregação para a Doutrina da Fé ter encontrado inúmeros conceitos incompatíveis com a doutrina da Igreja Católica em seu livro "Igreja: carisma e poder" . Esses erros conceituais se concentravam em quatro tópicos importantes da doutrina Católica: a estrutura da Igreja, a concepção do dogma, o exercício do poder sagrado e o profetismo. Com a pena, Boff foi destituído de suas funções editoriais, proibido de lecionar e de fazer declarações públicas.
Em janeiro de 2007 o bispo paraguaio Fernando Lugo foi suspenso a divinis por ter se candidatado à Presidência do país , o que não é permitido pelo Código de Direito Canônico.
Em fevereiro de 2007, o teólogo salvadorenho Jon Sobrino recebeu uma notificatio, que é uma comunicação oficial da Santa Sé sobre incorreções doutrinais encontradas em suas obras.